# Pitton
Pitton – wieś w Anglii, w hrabstwie Wiltshire. Leży 7 km na wschód od miasta Salisbury i 120 km na południowy zachód od Londynu.